# Ralph Albert Blakelock
Ralph Albert Blakelock (ur. 15 października 1847 w Nowym Jorku, zm. 9 sierpnia 1919 w Elizabethtown, Stany Zjednoczone) – amerykański malarz, reprezentujący nurt późnoromantyczny, jeden z przedstawicieli tonalizmu. Malował przeważnie świetliste pejzaże, emanujące tajemnicą, samotnością i mistycyzmem, które stały się cechą charakterystyczną jego dorobku.

## Życiorys
Ralph Albert Blakelock pochodził ze stosunkowo dobrze sytuowanej rodziny. Jego matka, Caroline Carry była Amerykanką, natomiast ojciec, Ralph B. Blakelock urodził się w Anglii. Ojciec pracował początkowo w policji, później natomiast został lekarzem homeopatycznym. W 1864 Ralph Blakelock zdał pomyślnie egzaminy wstępne do Free Academy of the City of New York, zamierzając zostać lekarzem; w lutym 1866 roku opuścił jednak szkołę i wybrał karierę artysty. Jego wuj, nauczyciel muzyki i amatorski malarz-pejzażysta zachęcał go do malowania.

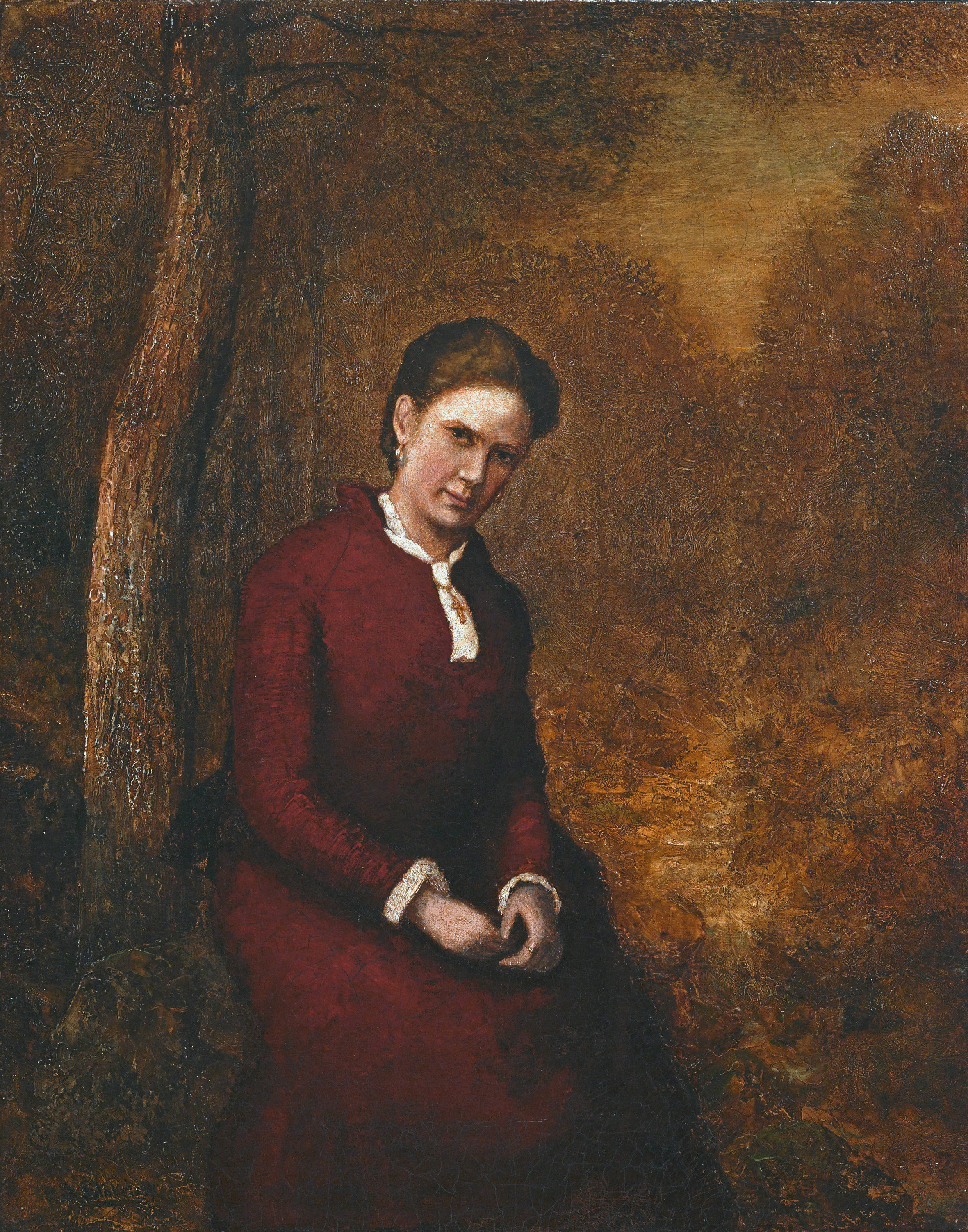
Cora Bailey, ok. 1876

Blakelock swoje pierwsze obrazy namalował już w 1863 roku Był w dużej mierze samoukiem. Przez krótki okres pracował z pejzażystą Jamesem A. Johnsonem, sąsiadem i przyjacielem artysty Hudson River School, Frederica Edwina Churcha. Blakelock już w młodości wypracował swoje najlepsze umiejętności techniczne i oryginalność stylu. W 1867 roku zaczął wystawiać w National Academy of Design, choć do końca swojego życia i kariery nie udało mu się osiągnąć sławy. Podczas gdy większość współczesnych mu artystów szukało inspiracji w Europie, on sam udał się na amerykański Zachód, gdzie natura była wciąż nietknięta i zachowała swoją pierwotną świetność. W latach 1869–1871 Blakelock zwiedził Kansas, Kolorado, Wyoming, Utah, Nevadę, Kalifornię, udając się następnie do Meksyku, Panamy i Jamajki. Niewiele wiadomo na temat jego wyprawy, z wyjątkiem tego, że podróżował sam, konno, a na podstawie sporządzonych wówczas szkiców namalował po powrocie obrazy olejne. Szereg jego prac było zainspirowanych indiańskimi obozowiskami, uchwyconymi z oddali. Artysta porzucił wówczas realizm tradycyjnego malarstwa pejzażowego na rzecz sugestywnych widok lasów i rzek, cichych i nieruchomych.
W 1877 roku Blakelock ożenił się z Corą Rebeccą Bailey, którą poznał jeszcze jako dziecko podczas wakacji spędzanych z rodziną w Vermont. Oboje przenieśli się do East Orange, gdzie Blakelock dostał pracę jako malarz tablic i paneli dekoracyjnych dla zakładu artystycznego w Newark. Para w trakcie małżeństwa doczekała się dziewięciorga dzieci, co w połączeniu z brakiem sponsora przyczyniło się do ogromnych kłopotów finansowych rodziny i częstego życia w skrajnym ubóstwie. Blakelock podejmował prace dorywcze, malując niewielkie prace, które szybko sprzedawał, aby zarobić na utrzymanie rodziny. Z tego względu jego ówczesne prace były bardzo zróżnicowane pod względem jakościowym. Blakelock w końcu doznał załamania nerwowego, a wkrótce po narodzinach swego dziewiątego dziecka w 1899 roku zachorował na schizofrenię. Resztę życia spędził w przytułku w Middletown, w stanie Nowy Jork. Wtedy dopiero zyskał uznanie i odniósł sukces. W 1913 roku senator Clark nabył jeden z jego obrazów na aukcji za rekordową cenę na 13 900 dolarów; trzy lata później inny jego obraz, Strumień w świetle księżyca, osiągnął rekordową cenę 20 000 dolarów, co było do tego momentu najwyższą kwotą zapłaconą kiedykolwiek za pracę żyjącego amerykańskiego artysty.
W marcu 1919 roku w nowojorskim Union League Club wystawiono 11 obrazów artysty. W lipcu Blakelock został zabrany do Elizabethtown. 9 sierpnia zmarł w tajemniczych okolicznościach na terenie obozowiska Adirondack, należącego do Williama S. Kingsleya. W świadectwie zgonu jako przyczynę śmierci podano miażdżycę.

## Twórczość
Blakelock był jednym z najbardziej oryginalnych i pomysłowych pejzażystów w Ameryce pod koniec XIX i na początku XX wieku.
Najbardziej charakterystyczne dla niego są innowacje dotyczące przedstawianych motywów i ich techniczna realizacja. Głównym motywem jego obrazów były pejzaże, zwłaszcza nocne, dzięki którym zyskał miano „malarza ciemności”. Jego pejzaże są zwykle soczyste i jasne, wypełnione sugestywnymi efektami atmosferycznymi. przedstawiają mgliste tła oświetlone przez światło księżyca. Paleta artysty była minimalna, charakteryzowała się ciepłymi odcieniami brązu, zieleni, zwiewną żółcienią i wyciszoną szarością. Kiedy artysta znajdował się w nastroju przygnębienia i rozpaczy, często rzutowało to na jego prace, które nabierały melancholijnego klimatu. Blakelocka pociągała zarówno rzeczywistość, jak i sfera duchowa. W wielu jego obrazach temat nigdy nie jest do końca oczywisty, nie widać w nich starań twórcy, aby dać jakiś przekaz lub opowiedzieć historię; zamiast niej artysta z barw, form i linii tworzy intrygujący, wizualny poemat.
Blakelock również eksperymentował z różnymi substancjami, jak ropopochodny pigment bitumen, pokost z dodatkiem kopalu i talk. Nanosił bogate, wielowarstwowe tekstury na płótno, przy użyciu techniki impastu i szerokiego pędzla, lub aplikacji pigmentu przypominającej staccato. Nakładając kolejno warstwy pigmentu i karbując jego powierzchnię szpachelką malarską nadawał swym płótnom bardzo ekspresyjny charakter. Często też zdrapywał przy pomocy pumeksu wierzchnią warstwę farby uzyskując w ten sposób jaśniejszy odcień podmalówki i nadając obrazom miękkiej, promieniującej jasności.
Ponieważ tylko nieliczne prace Blakelocka są datowane, prześledzenie jego rozwoju stylistycznego nastręcza trudności, niemniej jednak jego sztuka reprezentuje styk kilku dziewiętnastowiecznych ruchów artystycznych. Ogólnie uważa się, że jego wczesny styl mieści się w obrębie Hudson River School, ze względu na szczególne przywiązywanie wagi do malarskiego opracowania. Artysta jednak, różnymi sposobami, odszedł od stylu tradycji naturalistycznej. Jego sceny umieszczone były w nieokreślonych miejscach, były mniej teatralne i nie zawsze przystawały do fotograficznego realizmu, preferowanego przez artystów Hudson River School. Z estetyką Blakelocka bardziej korespondowały emocjonalne, indywidualistyczne cechy malarstwa szkoły z Barbizon, ponieważ były one dramatyczne i wyraziste i miały swoje korzenie w europejskim romantyzmie. Choć Blakelock był często w porównywany z niektórymi tonalistami, zwłaszcza z Albertem Pinkhamem Ryderem, to jego dzieła posiadały również pewne subtelne niuanse, które wskazywały na abstrakcję. Ostatecznie twórczość Blakelocka miała bardzo osobisty, twórczy i subiektywny charakter, wynikała bardziej z jego wewnętrznej wizji i wyobraźni niż z nowoczesnych, panujących trendów.

## Zbiory
Prace Blakelocka znajdują się w każdym większym amerykańskim muzeum, w tym: Brooklyn Museum, Corcoran Gallery of Art, Detroit Institute of Arts, Los Angeles County Museum of Art, Metropolitan Museum of Art, Museum of Fine Arts w Bostonie, National Gallery of Art, Philadelphia Museum of Art, Phillips Collection, Smithsonian American Art Museum and the Renwick Gallery, Toledo Museum of Art, Wadsworth Atheneum.

### Pejzaże

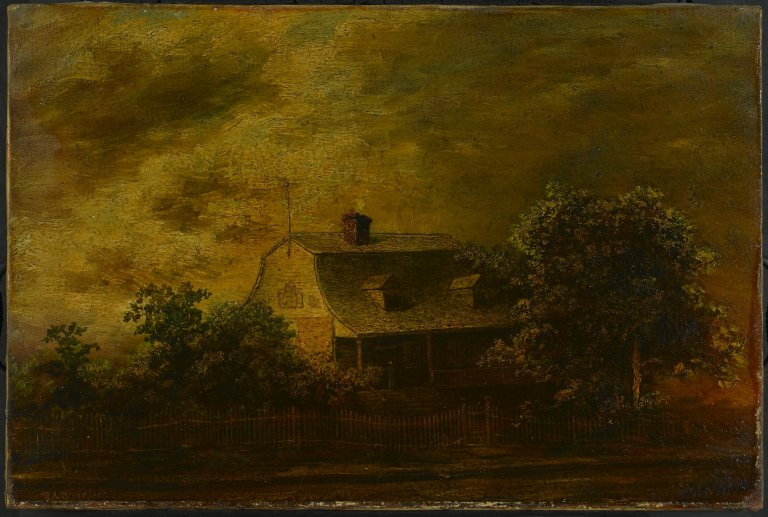
Dom wiejski F.B. Guesta, około 1868, Brooklyn Museum
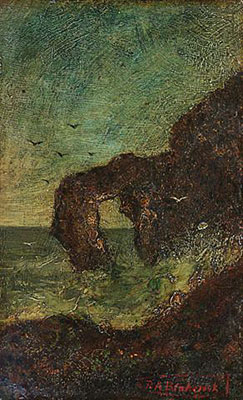
Seal Rock, San Francisco, około 1870
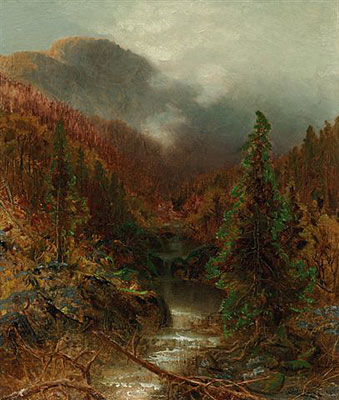
Pejzaż górski, 1877
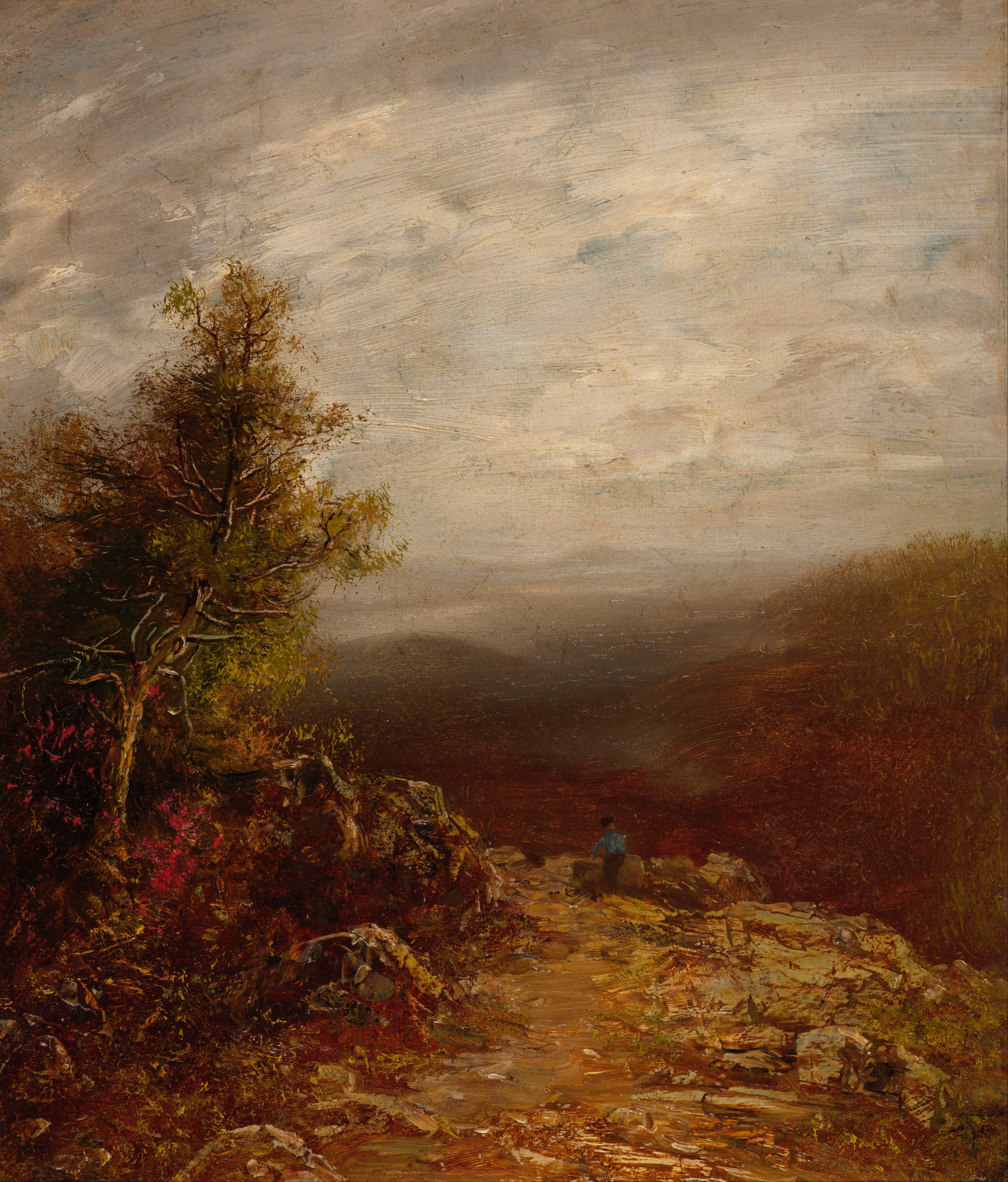
Ponad chmurami, ok. 1875–1878, Indianapolis Museum of Art
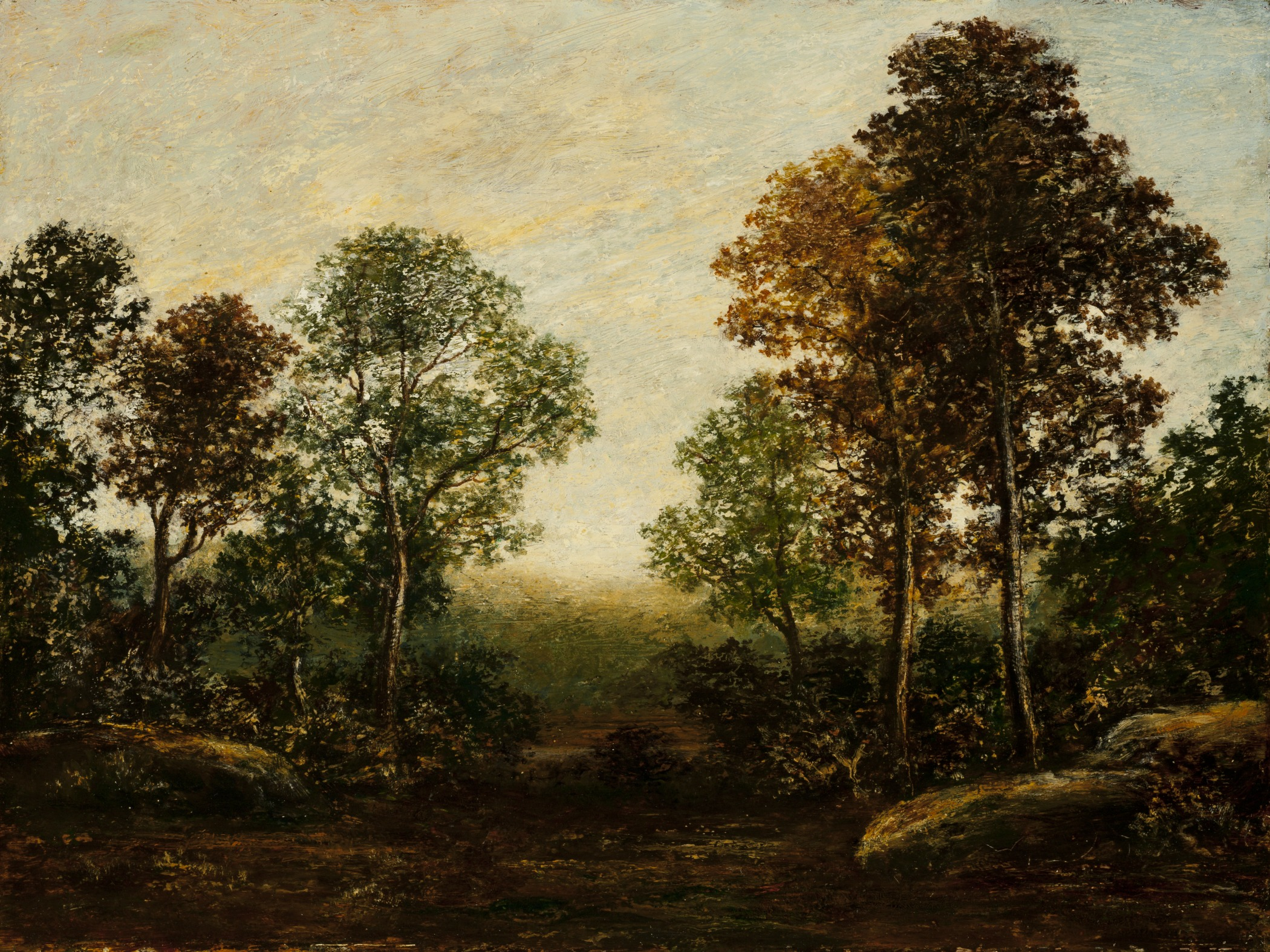
Pejzaż z drzewami, 1883–1898 Los Angeles County Museum of Art
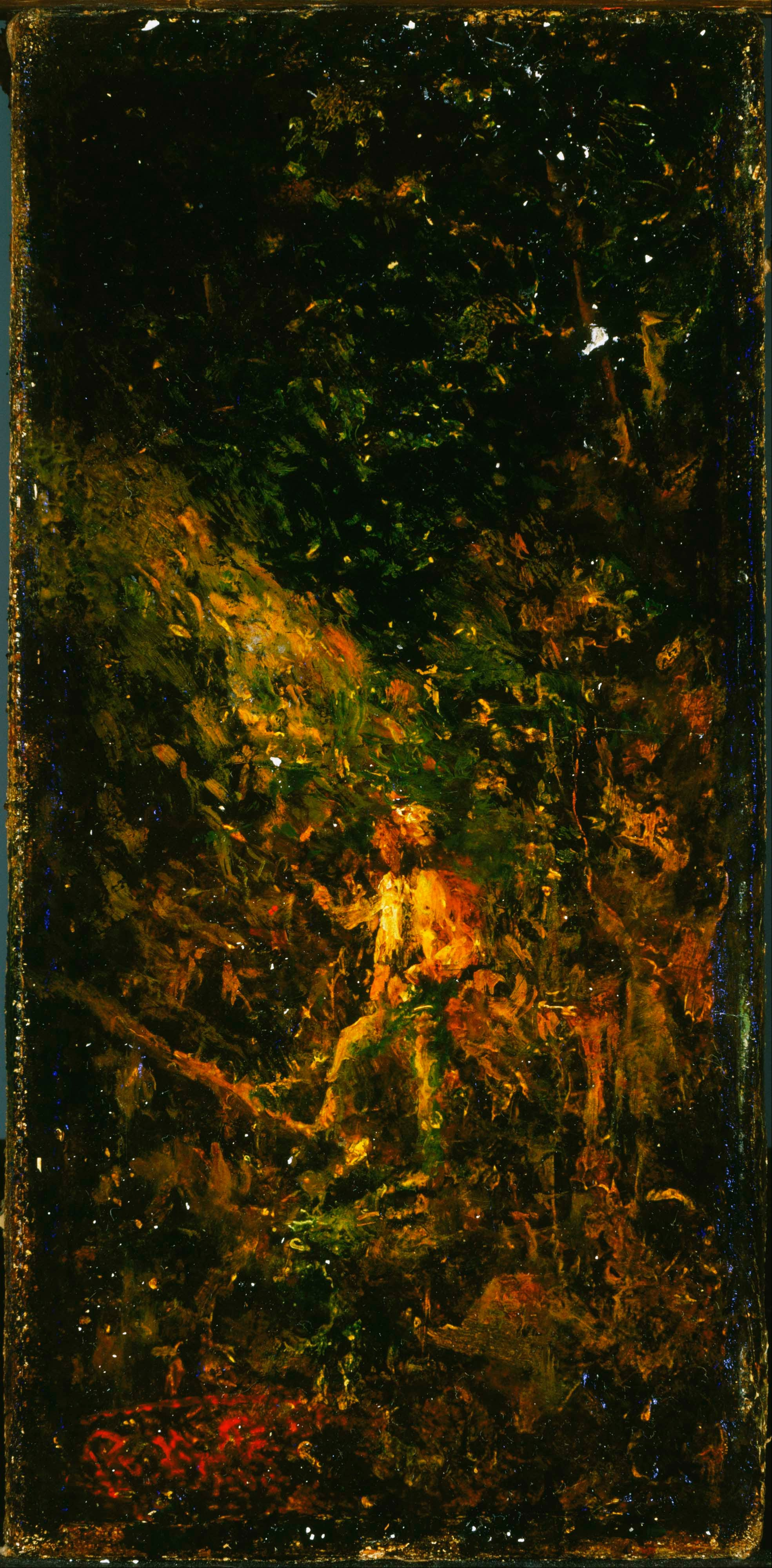
Postać w krajobrazie, niedatowany, Phillips Collection

### Pejzaże z motywem światła księżyca

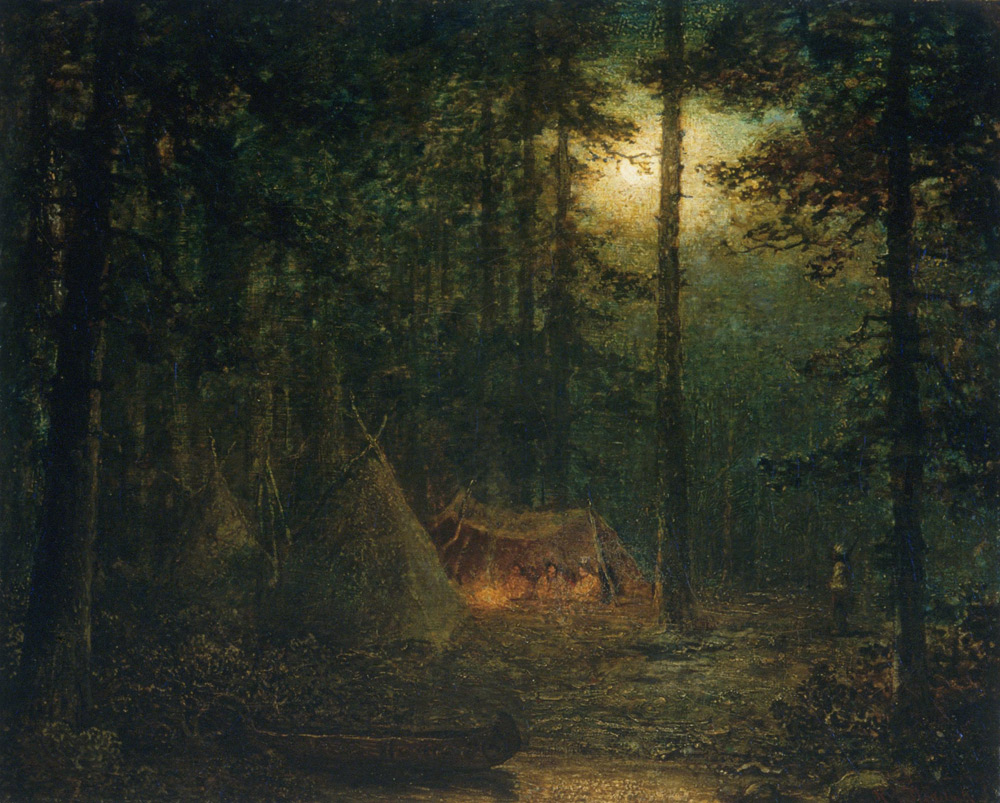
Indiańscy myśliwi z Kanady, 1881, Herbert F. Johnson Museum of Art
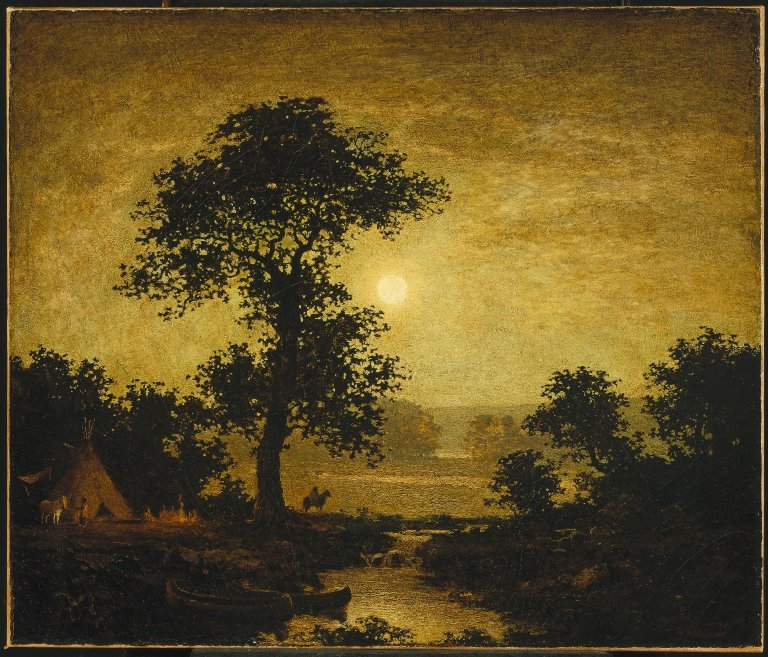
Światło księżyca, ok. 1885–1889, Brooklyn Museum
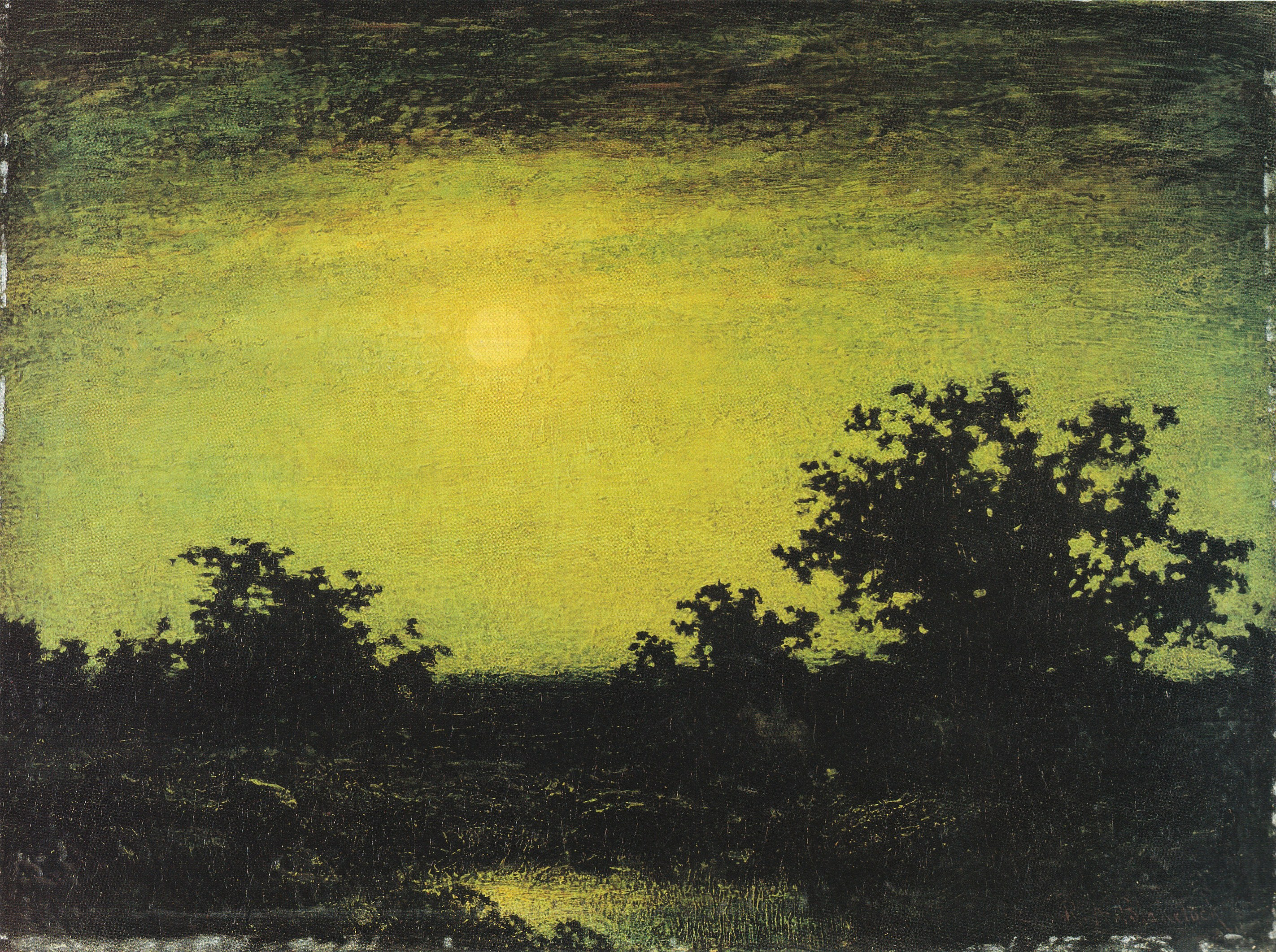
Światło księżyca, ok. 1885–1890, Columbus Museum of Art
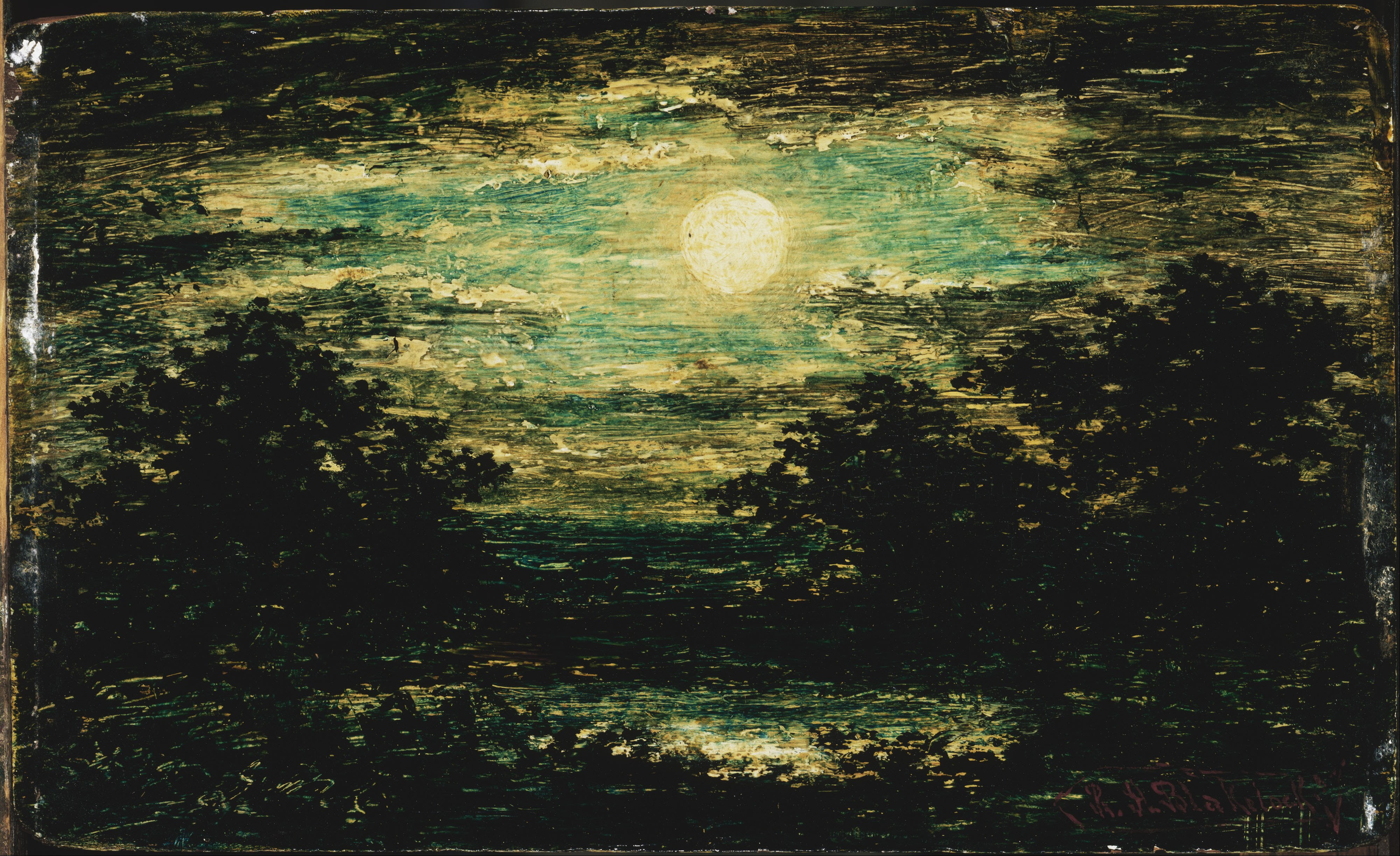
Światło księżyca, koniec lat 80./pocz. 90., Phillips Collection
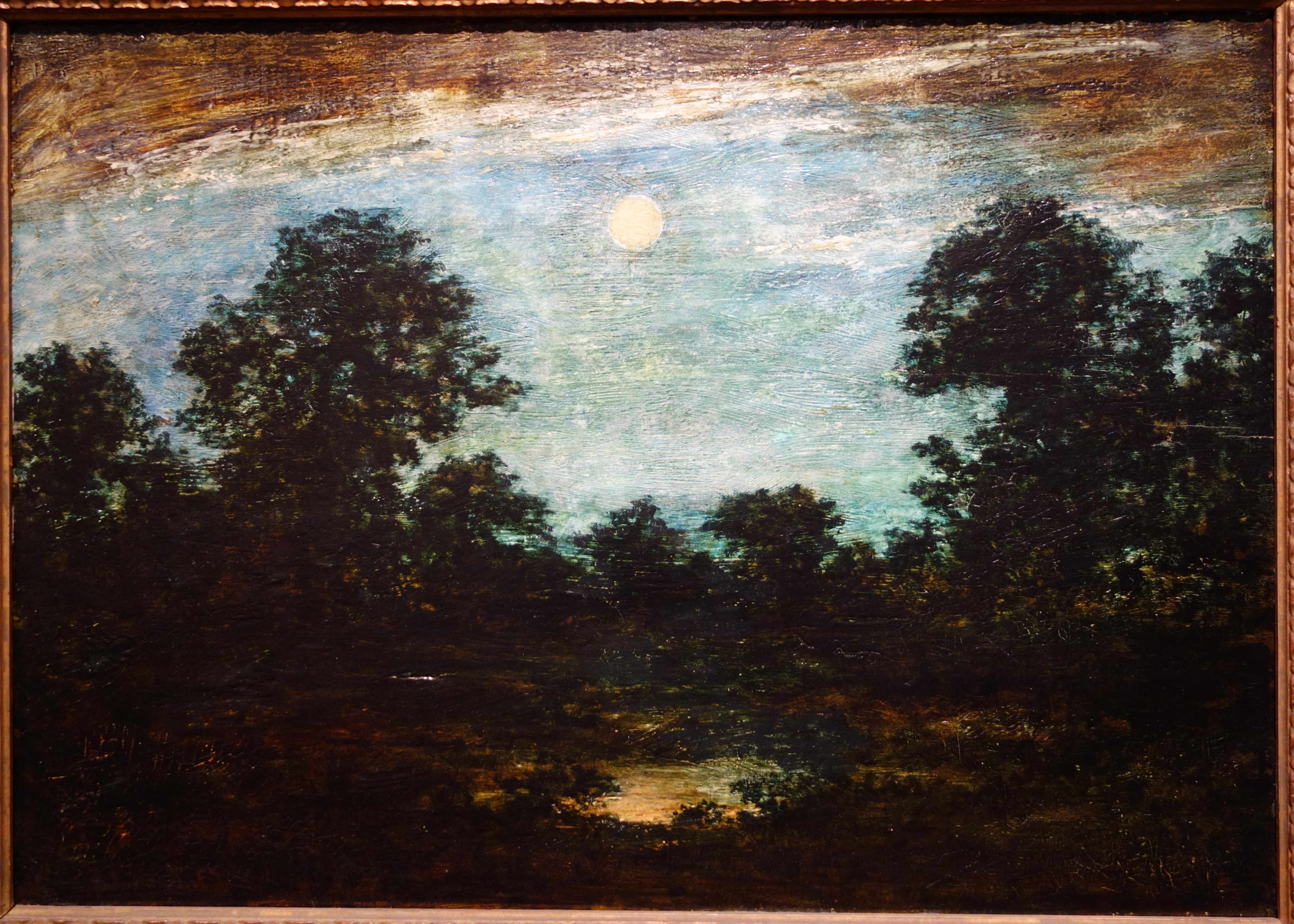
Światło księżyca (nocna sceneria), niedatowany, Huntington Museum of Art
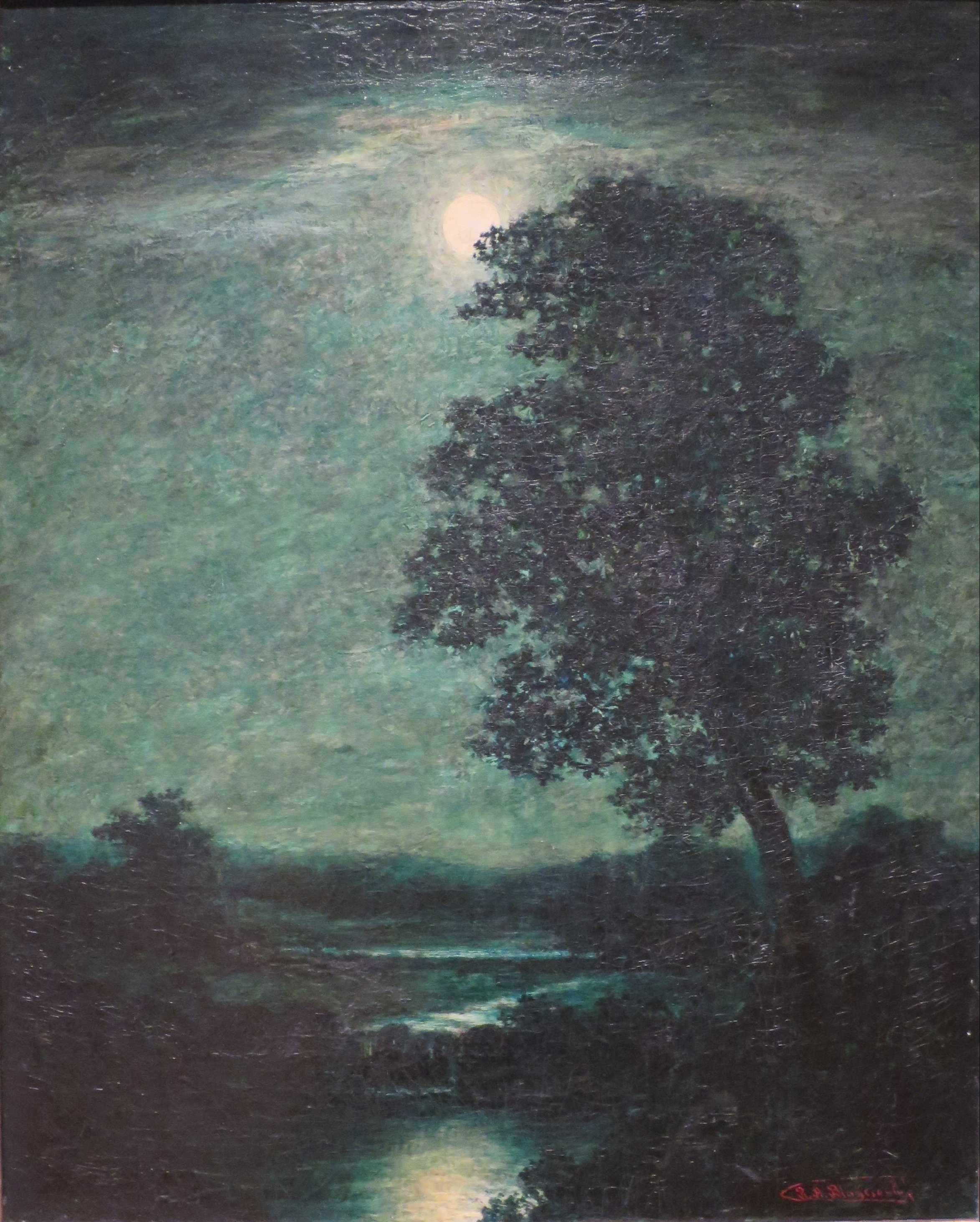
Światło księżyca, ok. 1883–1889, High Museum of Art